# Casa Castagna
Casa Castagna è stato un programma televisivo italiano condotto da Alberto Castagna trasmesso da Canale 5 al pomeriggio, alle 14.15, dal lunedì al venerdì dal 18 settembre 1995 al 28 giugno 1996. La regia della trasmissione è affidata a Gianni Boncompagni, reduce dal successo di Non è la Rai, terminato pochi mesi prima; sarà l'ultimo lavoro del regista sulle reti Mediaset.
Fanno parte del cast anche Yang Yu-Lin, nel ruolo della "colf" dell'ipotetica Casa Castagna, e Maria Teresa Antonucci nel ruolo del notaio dei giochi. Autori del programma sono Pasquale Romano e Irene Ghergo.
Nel mese di giugno del 1996 il conduttore Alberto Castagna è stato sostituito nel suo ruolo per un breve periodo da Gabriella Carlucci.

## La trasmissione
Inizialmente, la trasmissione si propone come un'ennesima variante del dating game, con tre coppie di fidanzati che si sfidano con l'obiettivo di raggiungere il maggior grado di affinità tra i due partner, riprendendo la formula del ben noto Tra moglie e marito; il gioco si svolge in due differenti giornate, nelle quali rispettivamente rispondono alle stesse domande le donne e poi gli uomini.
Dopo una partenza in sordina, si decide di accantonare la formula iniziale per dare spazio a dei giochi telefonici che coinvolgono anche il pubblico a casa, sulla falsariga di quelli proposti nelle stagioni precedenti nell'altra trasmissione di Boncompagni, Non è la Rai; Castagna propone così diversi quesiti come Dove va in vacanza Alberto?, Trova Castagna, una sorta di gratta e vinci in cui il conduttore gratta per il concorrente una carta per scoprire se vinca, Che cosa cosa, in cui il conduttore mima un oggetto con l'intento di farlo indovinare allo spettatore e In causa i bambini, in cui otto bambini si sottopongono a delle domande poste in seguito ai loro genitori, che devono rispondere secondo quello che i loro figli rispondono, anche questa volta per scoprire quanto affinità ci fosse tra i genitori ed i loro figli.
Per un certo periodo, grande spazio viene dato al gioco dei Cosi. I concorrenti devono indovinare un oggetto basandosi su degli indizi che scorrono nella parte inferiore dello schermo, piuttosto fumosi e concessi con parsimonia dal notaio. È possibile dare una sola risposta e il montepremi cresce ad ogni errore. Nel giro di qualche mese, quando è evidente la difficoltà nell'individuare l'oggetto e l'attesa che il gioco genera, interi blocchi della trasmissione finiscono per essere dedicati alla ricerca dei Cosi, con tantissime persone che sfilano davanti al microfono armati di appunti e foglietti per tentare d'indovinare. Terminati gli indizi, si rivela che il nome dell'oggetto è composto da 4 parole e s'iniziano a rivelare man mano, a titolo di aiuto, le lettere che le compongono. La prima parola ad essere composta e svelata è della. Il gioco si protrarrà per molto tempo e coinvolgerà sia telefonate da casa che concorrenti in studio in misura più o meno uguale. Il pubblico si appassionerà al punto da far crescere il montepremi fino a cifre mai raggiunte prima d'allora nella TV italiana. Il montepremi di 303.700.000 lire viene vinto dal dottor Franco Vallese, che se lo aggiudica indovinando gli antineutrini della particella Tau.

### Collocazione in palinsesto
Per la terza stagione consecutiva, Canale 5 affida ad Alberto Castagna la fascia del primo pomeriggio, in passato già occupata da Sarà vero? (1993-1994) e Complotto di famiglia (1994-1995), che sono andati in onda più o meno allo stesso orario del nuovo format. Anche il regista, Gianni Boncompagni, dopo la cancellazione di Non è la Rai si vede confermare per un altro anno nella fascia pomeridiana, tornando in regia sull'ammiraglia Fininvest dopo alcuni anni.

### Accoglienza e critiche
La trasmissione non viene ben accolta dalla critica, che la accusa di scarsa originalità; in particolar modo la versione iniziale del format, con protagonisti i partner che si mettono a confronto, la giudica eccessivamente simile a Tra moglie e marito, programma condotto da Marco Columbro sempre su Canale 5 alcuni anni prima. Anche la scenografia dello show, che rappresenta di fatto l'abitazione di Castagna, come da titolo, la giudica troppo simile a quella di Pronto, Raffaella?, trasmissione condotta da Raffaella Carrà e diretta anch'essa da Boncompagni, trasmessa da Rai 1 negli anni ottanta. Il programma lo accusa di sfruttare anche la presenza dei bambini per scopi televisivi.
Molte proteste giungono infine poiché, essendo la trasmissione registrata, anche i giochi telefonici si svolgono in differita, rendendo così impossibile la loro risoluzione.
Anche dal punto di vista degli ascolti la trasmissione risulta essere un flop, non venendo così riconfermata per la stagione successiva; dal settembre 1996, la fascia sarà ricoperta da Maria De Filippi con la prima edizione della trasmissione Uomini e donne.